# Mirko Tepavac

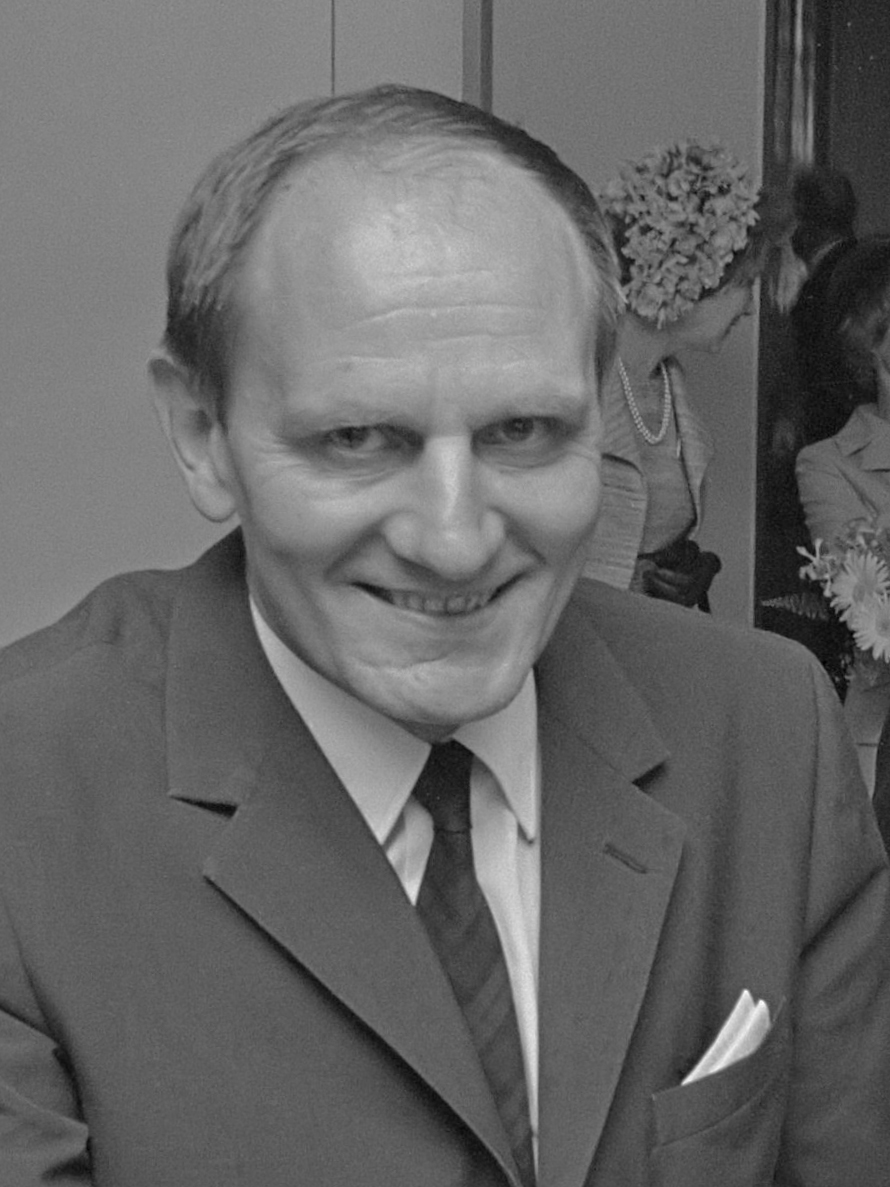
Mirko Tepavac (1970)

Mirko Tepavac (serbisch-kyrillisch Мирко Тепавац; * 13. August 1922 in Zemun; † 28. August 2014 in Belgrad) war ein jugoslawischer Politiker.

## Leben
Mirko Tepavac schloss sich 1941 den Partisanen an und wurde 1942 Mitglied der Kommunistischen Partei. Er wurde später Mitglied des Regionalkomitees des Bundes der Kommunisten der Vojvodina.
In den Jahren 1955–1959 war er Direktor von Radio Belgrad, danach jugoslawischer Botschafter in Ungarn. Von 1965 bis 1967 war er Herausgeber der Zeitung Politika. Anschließend war er bis 1969 Vorsitzender des Bundes der Kommunisten der Vojvodina, ab März 1969 Mitglied des Parteipräsidiums auf Bundesebene und ab Mai 1969 Außenminister der SFR Jugoslawien. Im November 1972 wurde er wegen seiner liberalen Auffassungen seiner Ämter enthoben.
In den Jahren 1994–1996 war er Präsident der Evropski Pokret u Srbiji (epus, Europäische Bewegung Serbien). Er war regelmäßiger Autor in der von Nebojša Popov herausgegebenen Zeitschrift Republika.
Mirko Tepavac war mit der Schauspielerin Renata Ulmanski (* 1929) verheiratet.

## Werke
- Teilung von Bosnien und Herzegowina zwischen Serbien und Kroatien – unausweichlich? Gedanken des ehemaligen jugoslawischen Außenministers, in: Osteuropa, Jg. 46, 1996, S. A473–A476.
- Tito 1945–1980, in: Jasminka Udovički und James Ridgeway (Herausgeber): Burn this house. The making and unmaking of Yugoslavia, 1997, ISBN 0822320010.